# Daigo (comune)
Daigo (大子町?) è una cittadina giapponese della prefettura di Ibaraki.